# Cartouche

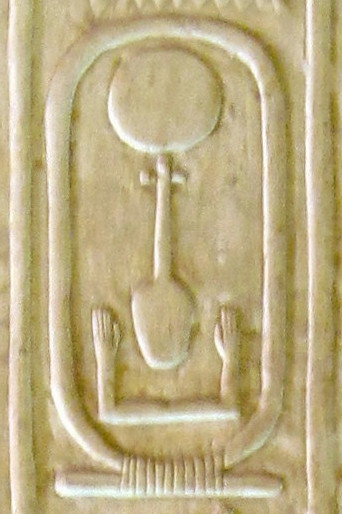
Cartouche dạng thẳng đứng của Neferkara I trong bản Danh sách Vua Abydos.

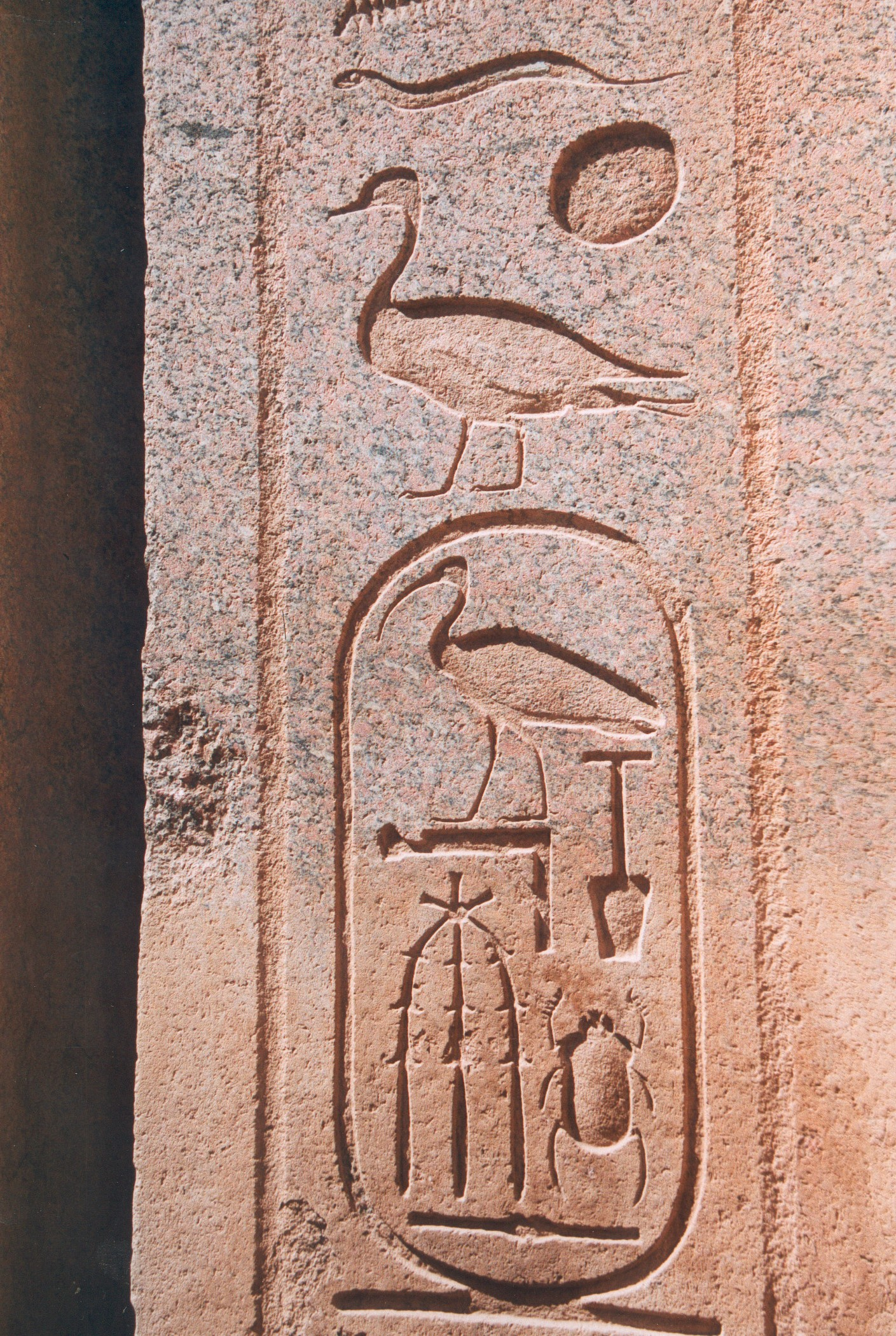
Cartouche Ai Cập cổ đại của vua Thutmose III ở Đền Karnak, Ai Cập

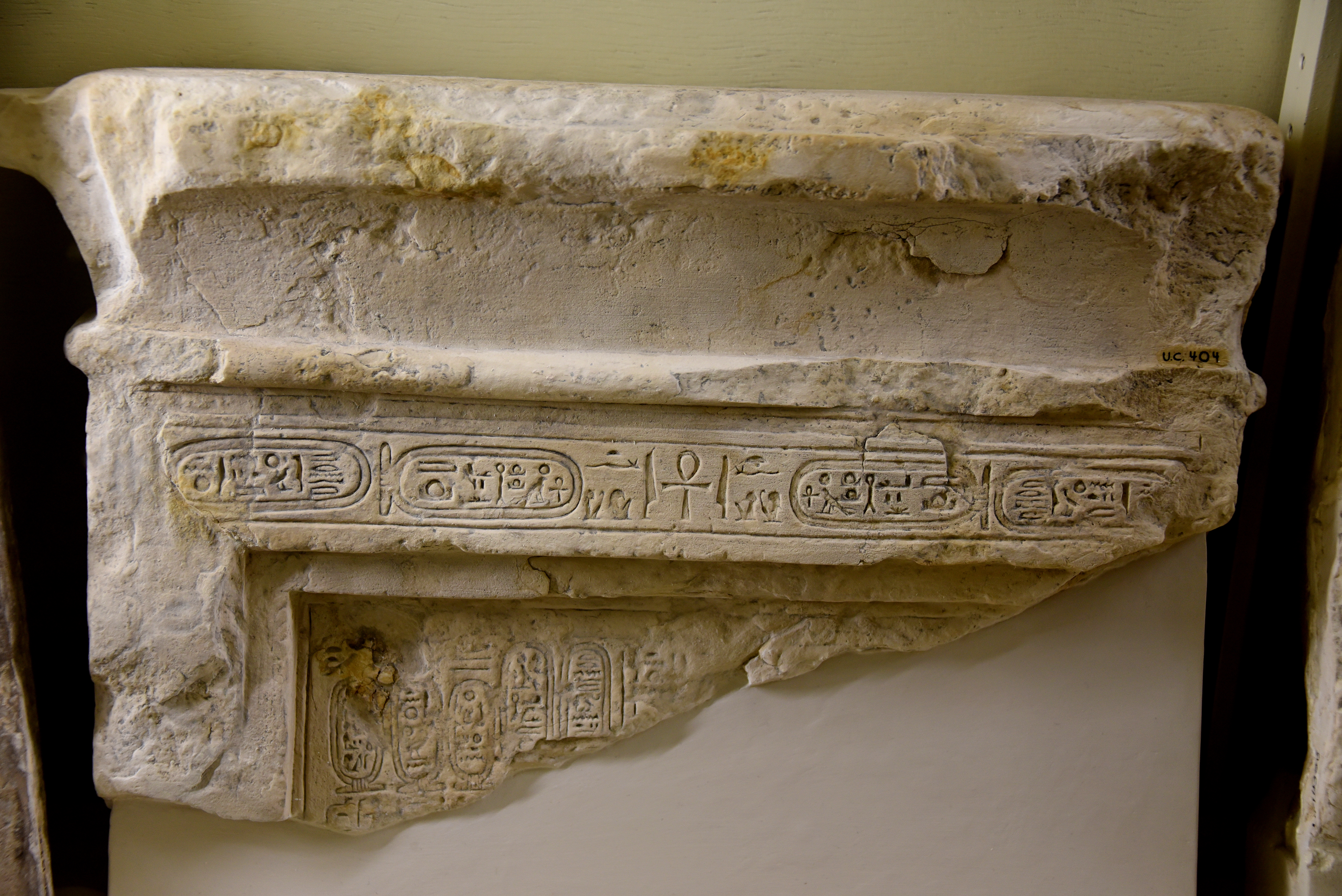
Mảnh vỡ của tấm bia cho thấy các cartouche nằm ngang của Akhenaten, Nefertiti và Aten, từ thời Amarna, Ai Cập, Vương triều thứ 18, Bảo tàng Khảo cổ Ai Cập Petrie, Luân Đôn

Trong chữ tượng hình Ai Cập, một cartouche /kɑːrˈtuːʃ/ là một hình vẽ có dạng hình bầu dục với một đường gạch ngang ở một đầu, biểu thị rằng các văn bản kèm theo trong nó là một tên hoàng gia. Cartouche bắt đầu xuất hiện cùng với tên của các pharaon từ cuối Vương triều thứ 3, nhưng nó không được sử dụng phổ biến cho đến đầu Vương triều thứ Tư dưới thời Pharaon Sneferu. Mặc dù cartouche thường được viết thẳng đứng với một đường nằm ngang, nhưng nếu nó làm cho tên phù hợp hơn thì nó cũng có thể nằm ngang, với một đường thẳng đứng ở cuối (theo hướng đọc nó). Từ trong tiếng Ai Cập cổ dành cho nó là shothy, và về cơ bản nó là một vòng shen mới cải tiến.